# Plectrocnemia kusnezovi
Plectrocnemia kusnezovi är en nattsländeart som beskrevs av Martynov 1934. Plectrocnemia kusnezovi ingår i släktet Plectrocnemia och familjen fångstnätnattsländor. Inga underarter finns listade i Catalogue of Life.